# Малик Тануша
Хафъз Малик Тануша (на албански: Maliq Tanusha) е виден деец на Албанското възраждане.

## Биография
Роден е в албанското горнореканско село Тануше, тогава в Османската империя, днес в Северна Македония. Става ходжа, но след като Вардарска Македония попада в Сърбия след Балканските войни в 1912 – 1913 година, е подложен на преследване от страна на властите и емигрира в османската столица Цариград, където забогатява. Активен деец е на Цариградския албански клуб. Изразходва парите си за откриване на алабнски клубове и албански училища, както и за подпомагане на учители и ученици.